# Ястреб-пересмешник
Ястреб-пересмешник (лат. Tachyspiza imitator) — вид хищных птиц из семейства ястребиных (Accipitridae). Распространён на островах Бугенвиль, Шуазёль и Санта-Исабель архипелага Соломоновы острова. Длина птицы 28—33 см, хвост 13—16 см. Встречается в лесах; на высоте до 1000 метров над уровнем моря.